# كيث تشيشولم
كيث تشيشولم (بالإنجليزية: Keith Chisholm)‏ هو عسكري أسترالي، ولد في 22 ديسمبر 1918 في Petersham, New South Wales ‏ في أستراليا، وتوفي في 23 أغسطس 1991 في نيويورك في الولايات المتحدة.